# The Bear (The Bear)
"The Bear" es el décimo y último episodio de la segunda temporada y el 18.º en general de la serie de comedia dramática estadounidense del mismo nombre. Junto con el resto de la segunda temporada, se lanzó el 22 de junio de 2023 en Hulu. Fue dirigida por el creador de la serie Christopher Storer y escrita por Kelly Galuska.
La serie sigue a Carmen "Carmy" Berzatto, un galardonado chef de cocina de la ciudad de Nueva York, que regresa a su ciudad natal de Chicago para dirigir la fallida tienda de sándwiches de carne italiana de su difunto hermano Michael. En el episodio, todo el personal trabaja durante la apertura del restaurante, pero diversos problemas comienzan a ocurrir.

## Trama
En la noche de familiares y amigos, Sidney, Carmy y el resto de chefs preparan el menú mientras Richie y Fak se encargan de atender a los comensales mientras se prepara todo. 
Sin embargo, los problemas comienzan a acumularse: el restaurante se queda sin tenedores, Sydney y Marcus se ven obligados a ayudar y cubrir espacios cuando un cocinero desaparece y Carmy tiene un ataque de furia por los retrasos. Cuando trataba de calmarse, la manija del refrigerador se rompe, atrapando a Carmy adentro. Ante la emergencia, Richie queda al frente de la casa mientras Sydney se encarga de la cocina. Richie se hace cargo con éxito de la expedición. 
Pete, el marido de Natalie, ve a Donna afuera, pero ella se niega a entrar porque siente que no merece presenciar el éxito de sus hijos. Donna le ruega a Pete que no les diga a sus hijos que se presentó en el restaurante. Pete le revela accidentalmente el embarazo de Natalie a Donna antes de que ella se vaya. 
Atrapado en el refrigerador, Carmy cae en un espiral de odio hacia sí mismo y despotrica sobre cómo su relación con Claire ha arruinado su concentración en la cocina. Claire, quien se entera de su situación por Fak, lo escucha y se va llorando. Richie la ve irse y tiene una acalorada discusión con Carmy a través de la puerta del refrigerador. Carmy queda devastado cuando reproduce un mensaje de voz perdido que Claire había dejado ese mismo día, en el que le confiesa su amor. 
Al final, el servicio concluye como un éxito, Marcus recibe un regalo de Luca (aunque se pierde numerosas llamadas de pánico de la enfermera de su madre) y Sydney se siente estresada pero envalentonada por la exitosa noche de apertura.

## Producción

### Desarrollo
El episodio fue dirigido por el creador de la serie Christopher Storer y escrito por Kelly Galuska. Fue el primer crédito de escritura de Galuska y el duodécimo crédito de dirección de Storer.

### Rodaje
El episodio comienza con una única toma larga continua, un dispositivo que también se utiliza en el episodio "Review" de la primera temporada. (La secuencia también reutiliza "Spiders (Kidsmoke)" de Wilco de "Review") El episodio hace un uso frecuente del efecto de ángulo de cámara de pantalla dividida durante el período en el que Carmy está encerrado en el frigorífico roto, un punto de la trama al que se hizo referencia con frecuencia durante la segunda temporada.
Jeremy Allen White indicó que el rodaje del episodio se produjo principalmente de una sola vez, con la excepción de las escenas de la cena, típicas del estilo de producción que a Storer le gustaba usar durante el rodaje para crear una atmósfera agitada y familiar durante todo el programa.
Molly Gordon reveló que ciertos aspectos del guion fueron cambiados durante el rodaje. El mensaje de voz que finaliza el episodio no se escribió originalmente, pero se incluyó más tarde por sugerencia de Gordon. Storer decidió que White, interpretando a Carmy, solo escucharía el mensaje de voz durante el rodaje de la escena mientras estaba solo en el refrigerador.

## Recepción
El final de la segunda temporada fue lanzado con críticas generalmente positivas y elogiado por su estilo típico de alta presión e intensidad. Alan Sepinwall de Rolling Stone dijo: "The Bear... ya se encuentra en un nivel artístico que pocos de sus competidores pueden alcanzar. Sigue haciendo que cada segundo cuente". Marah Eakin de Vulture elogió el espectáculo y su intensidad continua. La crítica de Salon.com, Melanie McFarland, elogió el episodio y dijo: "'The Bear' merece todo el revuelo que se le ha dado por las razones habituales: su dirección atmosférica, escritura, conciencia del lugar y actuaciones colaboran para otorgarle a su consumo un sentido de urgencia. y necesidad".
Josh Rosenberg de Esquire elogió el programa y lo comparó con la primera temporada, señalando que esta temporada mostró más antecedentes y mostró más emociones por parte de los personajes. James Poniewozik de The New York Times también lo elogió al señalar las diferencias entre la primera y la segunda temporada: "'The Bear' ya no es una historia de guerra que tiene lugar en una cocina. Ahora es una historia de deportes que tiene lugar en en una cocina".
Rebecca Ford y David Canfield de Vanity Fair elogiaron la actuación de Jamie Lee Curtis por sus apariciones especiales durante toda la temporada como Donna, incluido el final de la temporada, sugiriendo que debería ser considerada para un Emmy por su trabajo en el programa.